# Shane Hmiel
Shane Hmiel (* 15. Mai 1980 in Pleasant Garden, North Carolina) ist ein ehemaliger US-amerikanischer Automobilrennfahrer.

## Werdegang und Karriere
Hmiel wuchs als älterer von zwei Söhnen des ehemaligen NASCAR-Crewchefs Steve Hmiel auf.
Shane wurde mit fünf Jahren mit dem Aufmerksamkeitsdefizit-/Hyperaktivitätsstörung diagnostiziert. Dies führte dazu, dass er bereits mit zwölf Jahren mit dem Konsum von Cannabis begann. Dies sollte später seine Motorsportkarriere zerstören. Zudem wurde bei ihm 2007, als längst Erwachsener, eine Bipolare Störung festgestellt.
Hmiel begann 1992 mit dem Kartsport, legte ab 1996 allerdings eine dreijährige Pause ein. Danach wechselte er zu Stockcars.
2001 begann Hmiel, NASCAR zu fahren. Er begann in der ISCARS DASH Touring Series, gewann in derselben Saison zwei Rennen und wurde Gesamtfünfter.
2002 stieg Hmiel in die NASCAR Busch Series auf und wurde von Innovative Motorsports als Teamkollege von Kenny Wallace, dem jüngeren Bruder von Rusty Wallace, unter Vertrag genommen. Damit fuhr er erstmals in einer der drei großen NASCAR-Divisionen. Gleich bei seinem ersten Rennen, dem Daytona International Speedway, fuhr Hmiel in die Top 5 auf einem Pontiac, fuhr für den Rest des Jahres allerdings meist einen Chevrolet. Schlussendlich wurde Hmiel 16. und drittbester Rookie hinter Scott Riggs und Johnny Sauter. Er war zweimal in die Top 5 und achtmal in die Top 10 gefahren.
Auch 2003 verblieb Hmiel bei Innovative Motorsports. Im Kroger 200 auf dem Lucas Oil Raceway at Indianapolis fuhr Hmiel auf die Pole-Position, führte 153 der 200 Runden, musste sich schlussendlich jedoch gegen den 19-jährigen Brian Vickers geschlagen geben und wurde Vierter. Davor hatte Hmiel bereits zwei dritte Plätze eingefahren, welchen seine besten Platzierungen in der mittleren NASCAR-Division bleiben sollten. Zudem zeigte sich sein rücksichtsloser Fahrstil, mehrfach war Hmiel in Unfälle verwickelt und räumte gerne andere Fahrer aus dem Weg. Auf dem Rockingham Speedway war Hmiel in einen Unfall mit Kenny Wallace’ älterem Bruder Mike verwickelt, als Hmiel Wallace in einen Dreher versetzte. Der Streit der beiden wurde zur physischen Gewalt, und NASCAR-Marshalls mussten die beiden Fahrer trennen. Dies zeigte das heiße Temperament Hmiels.
Hmiel war trotz allem auf einem sehr guten Weg, die Meisterschaft in den Top 10 abzuschließen. Er erntete die Aufmerksamkeit größerer Teambesitzer wie Ray Evernham und Richard Petty. Petty verpflichtete Hmiel schlussendlich, das Auto mit der Nummer 43 beim Pepsi 400 an der Seite des Ex-Formel-1-Piloten Christian Fittipaldi zu pilotieren, was Hmiels NASCAR-Winston-Cup-Debüt hätte werden sollen. Beide Fahrer verpassten jedoch die Qualifikation. Zurück in der Busch Series war Hmiel nach 26 Rennen Gesamtachter. Evernham Motorsports hatte Hmiel bereits verpflichtet, auf dem Dover International Speedway in der letzten Septemberwoche sein Cup Series-Debüt zu geben. Doch dazu sollte es nicht kommen.
Beim 26. Saisonrennen der Busch Series auf dem Richmond International Raceway wurde Hmiel zwar Zehnter, jedoch war er in mehrere Unfälle verwickelt; zuerst räumte er in Runde 103 den überrundeten Kanadier Randy MacDonald ab. In der fünftletzten Runde drückte Hmiel den zehnfachen Rennsieger Jason Keller vorwärts gegen die Wand, womit für diesen das Rennen beendet war.
Eine Woche später wurde Hmiel positiv auf Marihuana getestet. Dies führte dazu, dass er von Innovative Motorsports sofort entlassen wurde und von NASCAR suspendiert wurde. Auch der Start mit Evernham Motorsports wurde abgesagt. Daraufhin begann Hmiel das NASCAR’s Road To Recovery-Programm. In der Saison 2003 wurde er als 15. gewertet, was trotz dem frühen Saisonende einen Platz besser als seine Rookiesaison war.
2004 kehrte Hmiel zur NASCAR zurück, trat jetzt allerdings in der Craftsman Truck Series an. Er fuhr einen Chevrolet Silverado für Billy Bawley Motorsports. Die Saison verlief stark mit mehreren Top-10- und Top-5-Platzierungen, allerdings war erneut Konstanz das Problem, obgleich Hmiel diesmal in weniger Unfälle verwickelt war. Im September gelang Hmiel beim Las Vegas 350 auf dem Las Vegas Motor Speedway sein größter Erfolg. In der Schlussphase des Rennens kämpften er und Todd Bodine um den jeweils ersten Sieg ihrer Truck Series-Karriere. Gegen Ende der vorletzten Runde überholte Hmiel den New Yorker und gewann das Rennen, was seinen ersten und einzigen Sieg in den drei großen NASCAR-Divisionen darstellte. Schlussendlich wurde er 13.
Zudem fuhr Hmiel auch bei ausgewählten Rennen in der Busch Series für verschiedene Teams. Auf dem Milwaukee Mile wurde er Vierter auf einem Dodge für Akins Motorsports. Die letzten vier Rennen fuhr Hmiel auf Chevrolet für Braun Racing, für welche er auch 2005 fahren sollte. Darüber hinaus absolvierte er sein Debüt in der Cup Series, die jetzt den Namen Nextel Cup trug. Er startete fünf Rennen für Bill Davis Racing auf einem Dodge Charger, wobei zwei 24. Plätze seine besten Resultate waren.
Die Busch Series 2005 begann für Hmiel zunächst stark mit drei Top-5-Platzierungen in den ersten sechs Rennen. Jedoch spielten abermals Unfälle eine Rolle. Im April-Rennen auf dem Bristol Motor Speedway war Hmiel in einen Zwischenfall mit dem früheren Cup Series-Champion und Daytona 500-Sieger Dale Jarrett verwickelt. Nachdem Hmiel schon drei Konkurrenten aus dem Weg geräumt hatte, versetzte er Jarrett drei Runden vor Schluss ebenfalls in einen Dreher. Das Rennen war daraufhin für beide beendet. Es kam zu einem Streit zwischen Jarrett und Hmiel, worauf Hmiel seinem Konkurrenten den Mittelfinger zeigte. Dafür wurde er mit einem Abzug von 25 Punkten und 10.000 US-Dollar bestraft.
Zudem absolvierte er auch zwei Nextel Cup Series-Starts für Braun Racing auf einem Chevrolet Monte Carlo. Er schied beide Male durch Unfälle frühzeitig aus und wurde 43. bzw. 40. Er absolvierte auch in der Truck Series für Bill Bawley Motorsports in diesem Jahr vier Rennen, von denen er zwei in den Top 10 und eines in den Top 5 beenden konnte.
Es sah danach aus, als wäre Hmiel auf dem richtigen Weg, ein NASCAR-Star zu werden Im Mai 2005 allerdings sollte seine NASCAR-Karriere endgültig enden. Beim Rennen auf dem Charlotte Motor Speedway wurden seitens Hmiel „erratische Bewegungen“ festgestellt. Erneut wurde Hmiel positiv getestet, dieses Mal nicht nur auf Marihuana, sondern auch auf Kokain. Er wurde erneut gesperrt und sollte das Road to Recovery-Programm ein zweites Mal durchgehen. Im Februar 2006 allerdings scheiterte Hmiel einen dritten Doping-Test innerhalb von drei Jahren und wurde dafür lebenslang von der NASCAR gesperrt. Jahre später beschrieb Hmiel die Sperre als „das beste, was mir je passiert ist“.
Im Juli 2007 begann Hmiel eine Rehabilitation und beschloss Anfang 2009, seine motorsportliche Karriere fortzusetzen. Nun sah er die IndyCar Series als sein neues Ziel. Er wurde Teil des United States Auto Clubs und bestritt Rennen in allen drei Serien, der Silver Crown Series, der Sprint Car Series und der National Midget Series.
Noch im selben Jahr gelang Hmiel in der Sprint Car-Division sein erster USAC-Sieg auf dem Iowa Speedway. Am Saisonende wurde er zum Rookie of the Year ernannt.
2010 gelangen Hmiel drei Midget Series-Siege sowie ein Silver Crown Series-Sieg, letzter auf einer Dirt Track. Er sollte außerdem am 28. August 2010 sein Indy-Lights-Debüt auf dem Chicagoland Speedway geben, wozu es jedoch aufgrund einer Rückenverletzung nicht kam. Sein Plan war weiterhin, 2012 in der IndyCar-Serie zu debütieren.
Am 9. Oktober 2010 allerdings verunfallte Hmiel auf dem Terre Haute Action Track im Vigo County in Indiana schwer, als er sich für das Silver Crown-Rennen qualifizierte. Er schlug so hart in die Mauer ein, dass der Überrollkäfig zusammenbrach. Er zog sich schwere Kopf-, Rücken- und Halsverletzungen zu und ist seitdem querschnittgelähmt. Er hat es seitdem geschafft, seine Gliedmaßen wieder eingeschränkt zu benutzen, ist jedoch nach wie vor auf einen Rollstuhl angewiesen.
Nach seinem Unfall startete Hmiel ein eigenes USAC-Team, für das Levi Jones bereits 2011 ein Rennen gewinnen konnte.
2013 fuhr Hmiel auf dem Rockingham Speedway einen umgebauten Ford Fusion und steuerte damals erstmals seit seinem Unfall wieder ein Rennauto.